# Medrek
Medrek (oficialment "Fòrum pel Diàleg Democràtic a Etiòpia") és una coalició política d'oposició etiòpica fundada el 2008 i que va disputar l'elecció general del 2010. En aquestes eleccions el Medrek va guanyar un únic escó al parlament federal representant un districte electoral a Addis Abeba. Això era presumptament a causa de la manca de transparència en l'elecció. Medrek va obtenir un 30% del vot individual a escala nacional però rebia només un seient en parlament a causa del fet que el guanyador d'Etiòpia va obtenir més vot en cadascuna de les circumscripcions.
La coalició fou formada el 2008 per quatre partits i 2 polítics individuals:
- Forces d'Unitat Democràtica Etíop (United Ethiopian Democratic Forces) de Merera Gudina i Beyene Petros
- Moviment Democràtic Federalista Oromo (Oromo Federalist Democratic Movement) de Bulcha Demeksa
- Forces de l'Aliança Democràtica Somali (Somali Democratic Alliance Forces)
- Unió dels Tigrinya per la Democràcia i la Sobirania (Union of Tigrians for Democracy and Sovereignty ARENA)
- Dr. Negasso Gidada, ex president d'Etiòpia
- Siye Abraha, antic ministre de Defensa.

El desembre de 2009 el Medrek es va unir amb el principal partit opositor, Unitat per la Democràcia i la Justícia (Unity for Democracy and Justice) de Birtukan Mideksa. Medrek dona suport a una democràcia liberal i federal a Etiòpia i proposa convertir l'afan oromo en co-oficial a tot el país junt amb l'amhàric.
Per a les eleccions del 2010 el Medrek ja estava format per vuit partits incloent-hi tres partits que havien estat part de l'Forces Democràtiques Unides d'Etiòpia:
- Congrés Popular Oromo (Oromo People's Congress)
- Partit Federal Social Democràtic Etíop (Ethiopian Social Democratic Federal Party abans Partit Social Democràtic d'Etiòpia)
- Coalició Popular Democràtica del Sud d'Etiòpia (Southern Ethiopia People's Democratic Coalition)

The coalition was led by Bertukan and its chairman is Merera Gudina.
El president de la coalició és Merera Gudina.